# Municipio de Center (condado de Pope)
El municipio de Center (en inglés: Center Township) es un municipio ubicado en el condado de Pope en el estado estadounidense de Arkansas. En el año 2010 tenía una población de 523 habitantes y una densidad poblacional de 14,39 personas por km².

## Geografía
El municipio de Center se encuentra ubicado en las coordenadas 35°25′14″N 92°56′46″O / 35.42056, -92.94611. Según la Oficina del Censo de los Estados Unidos, el municipio tiene una superficie total de 36.35 km², de la cual 36,27 km² corresponden a tierra firme y (0,21 %) 0,08 km² es agua.

## Demografía
Según el censo de 2010, había 523 personas residiendo en el municipio de Center. La densidad de población era de 14,39 hab./km². De los 523 habitantes, el municipio de Center estaba compuesto por el 93,69 % blancos, el 0,76 % eran amerindios, el 0,38 % eran asiáticos, el 0,76 % eran de otras razas y el 4,4 % eran de una mezcla de razas. Del total de la población el 1,72 % eran hispanos o latinos de cualquier raza.